# Almudena Gutiérrez
Almudena Gutiérrez Mora (Gerena, 11 de septiembre de 2002) es una jugadora de balonmano española que juega de pivote en el Beti Onak.

## Trayectoria
La cantera sevillana gerenense fue dónde se crio y aprendió a jugar al balonmano esta fuerte y espigada pivote. Al no tener equipos en categorías superiores se pasó al Solúcar con el que jugó el segundo año de cadetes y los dos años de juveniles en la División de Honor Juvenil. Sus grandes temporadas y las convocatorias con la selección juvenil, le valió para recibir la llamada de Suso Gallardo para el Costa del Sol Málaga.
Se une al equipo costasoleño para la temporada 2020–21 junto a Bárbara Piñeira y Laura Sánchez y debutó en el pabellón Rubén Ruzafa de Rincón de la Victoria en un partido ante el Zubileta Evolution Zuazo el 12 de septiembre de 2020, en el que marcó 3 goles.
Debutó en Europa en la temporada 2020–21 en la ronda 3 de la EHF European Cup ante el ROOMZ Hotels ZV Wiener Neustadt, el 21 de noviembre de 2022, con él marcó su primer tanto en Europa.
Fue parte de la histórica generación malagueña que, entre 2019 y 2023 conquistó un campeonato de Liga, dos Copas de S.M. la Reina, una Supercopa de España y una EHF European Cup, además de 2 subcampeonatos de Liga y 1 subcampeonato de Europa.
Al finalizar el campeonato de Liga 2022-23 se anunció su fichaje por el Beti Onak.

### Clubes
- 2017–20: Balonmano Solucar
- 2020–23: Málaga Costa del Sol
- 2023–: Beti Onak

#### Datos(a fecha de julio de 2024):[9]
|          | Liga | Copa | EHF |
| -------- | ---- | ---- | --- |
| Partidos | 103  | 13   | 20  |
| Goles    | 115  | 4    | 13  |

### Con la selección
Habitual en las selecciones juveniles y juniors de Rocamora e Imanol Álvarez debutó con la camiseta de las guerreras juveniles en el Torneo Ibérico Escandinavo el 22 de noviembre de 2018. Tras 20 partidos y 18 goles, saltó a la selección junior, dónde jugó otros 14 partidos y marcó 16 goles con las guerreras junior.
Con la camiseta nacional jugó el Festival Olímpico de la Juventud Europea celebrado en Bakú en 2019, en el Campeonato Europeo juvenil de Eslovenia, también en 2019 o en Europeo Junior de Pescara en el 2021, así como en otros torneos internacionales, como el Torneo 4 Naciones, del que se proclamó campeona junto a Laura Sánchez.

## Palmarés

### Clubes
- 1 x Liga Guerreras Iberdrola (2002–23)
- 2 x Copa de la Reina de balonmano (2019–20, 2021–22)
- 1 x Supercopa de España (2021)
- 1 x Copa de la EHF (2021)[12]